# Marco Zanuso
Marco Zanuso (Milano, 14 maggio 1916 – Milano, 11 luglio 2001) è stato un architetto, designer e urbanista italiano.
È considerato tra i padri fondatori del design industriale italiano. Insieme al gruppo dello studio BBPR, ad Alberto Rosselli, a Franco Albini, a Marcello Nizzoli e ai fratelli Livio, Pier Giacomo e Achille Castiglioni, ha contribuito al dibattito nel dopoguerra sul "movimento moderno" nell'architettura e nel design. 

Zanuso è stato uno dei primissimi ad interessarsi ai problemi dell'industrializzazione del prodotto e all'applicazione dei nuovi materiali e tecnologie agli oggetti di uso comune.
I suoi oggetti ottennero numerosi riconoscimenti (tra cui sette Compassi d'oro e sei premi della Triennale di Milano) e sono esposti presso il Museum of Modern Art di New York e presso la collezione permanente del design della Triennale (Antropus e Lady). 

Alla poltrona Fourline venne dedicato un francobollo nella serie sul design delle Poste Italiane. 
Oltre ad arredi domestici ha elaborato oggetti delle più diverse tipologie come radio, televisori, telefoni e macchine per cucire.

## Biografia

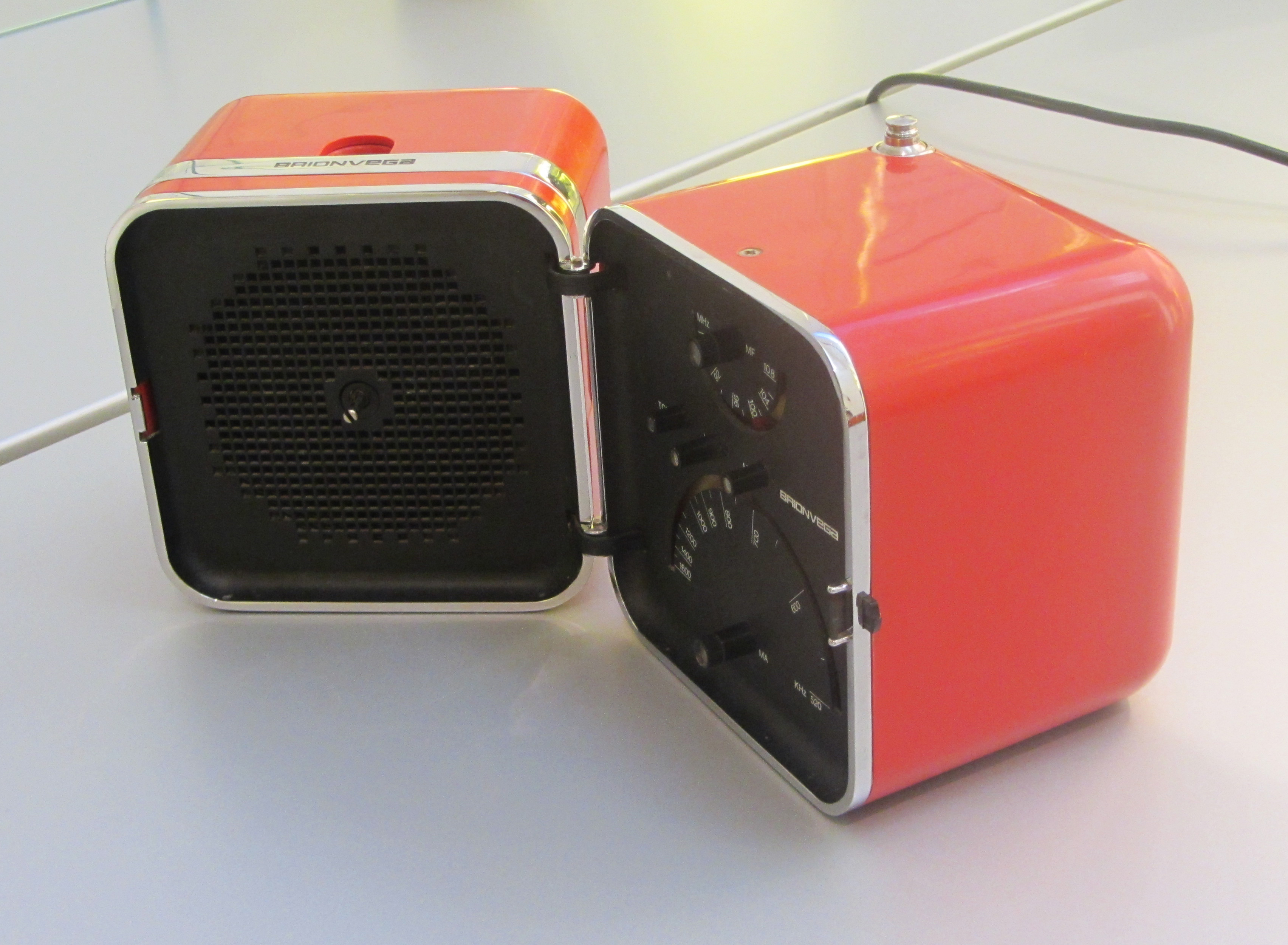
Radioricevitore TS 502 di Marco Zanuso e Richard Sapper per Brionvega (1965)

Nato nel 1916 a Milano, si laureò al Politecnico in Architettura nel 1939.
Durante gli studi universitari viene segnalato al concorso per la sistemazione di piazza del Duomo a Milano (1938, con Gianni Albricci, Augusto Magnaghi, Mario Terzaghi, Pier Italo Trolli) e si aggiudica il primo premio al concorso per i Littoriali dell'architettura con il progetto di un rifugio alpino in Val Malenco (1938, con Gianni Albricci).
Il suo lungo itinerario professionale, che ha inizio soltanto al termine del conflitto, lo vede spaziare senza preclusioni di scala dal disegno del prodotto industriale all'architettura e alla progettazione territoriale. Diverrà presto, come ricorda Guido Canella, "il più problematico tra gli architetti italiani e il più tipico rappresentante di quella generazione di mezzo venuta alla ribalta nell'immediato dopoguerra".
Sin dagli esordi è uno dei personaggi-chiave del dibattito architettonico e della ricostruzione della Milano nel periodo postbellico: è caporedattore di Domus (1946-1947) e redattore di Casabella-Continuità (1953-1956), entrambe guidate da Ernesto N. Rogers; è membro del MSA (Movimento di studi per l'architettura) dal 1945 al 1960, dell'INU (Istituto nazionale di urbanistica) dal 1947 al 1949, dei CIAM (Congrès internationaux d'architecture moderne) dal 1956 al 1958, oltre a far parte del Consiglio comunale di Milano tra il 1956 e il 1960.
Nell'immediato dopoguerra stringe un fruttuoso sodalizio con la Arflex che porterà alla produzione di numerose sedute, tra cui merita di essere ricordata, per l'innovativo impiego di materiali come la gommapiuma e il nastrocord, la poltrona Lady (1951). Nello stesso anno disegna il divano IX Triennale.
A partire dai primi anni cinquanta ha inizio anche una lunga attività nel settore del disegno per l'industria che lo vede progettare, spesso con Richard Sapper, che collabora stabilmente con lo studio Zanuso dal 1956 al 1971, una serie di pezzi fortunati e pluripremiati: dalle macchine per cucire Necchi e Borletti ai numerosi oggetti disegnati per la Brionvega o al telefono Grillo (Siemens, 1966), dalla sedia Lambda (Gavina, 1964) alla seggiolina per bimbi K4999 (Kartell, 1964) o al divano Lombrico (C&B, 1967). Con alcuni di questi oggetti Zanuso riceve il premio Compasso d'oro negli anni 1956, 1962, 1964, 1967, 1979.
Insieme a Alberto Rosselli ha disegnato il Compasso d'oro tridimensionale, su disegno di Albe Steiner. È stato membro della giuria del premio nel 1954, 1955 e 1998.
Nel dicembre 1948 fu incaricato degli arredi per l'opera teatrale in tre atti La famiglia Antrobus (di Thornton Wilder), messa in scena presso il Piccolo teatro di Milano. Alla poltrona utilizzata per lo spettacolo, messa in produzione da Arflex nel 1978, Zanuso diede il nome dell'opera teatrale (Antropus).
Curatore della prima mostra sul design italiano, tenutasi a Londra nel 1955 presso l'Istituto italiano di cultura, e tra gli ordinatori della Mostra internazionale dell'industrial design alla IX Triennale di Milano (1957), è fondatore dell'ADI (Associazione per il Disegno Industriale), di cui assume la presidenza tra il 1966 e il 1969.
Dal 1957 inizia la sua collaborazione con Richard Sapper, con il quale realizzerà nel 1962 il televisore Doney (Brionvega), nel 1964 le seggioline K 1340 (Kartell) e nel 1967 il telefono Grillo (Siemens). All'interno della Brionvega la collaborazione dei due designer porta alla produzione, oltre che del televisore Doney, anche del televisore Sirius (1964), del televisore Black (1969) e la radio "cubo".
Gli anni sessanta inaugurano uno dei periodi più prolifici della sua lunga carriera di architetto, durante i quali si cimenta in una varietà di temi che vanno dagli uffici e alle fabbriche, dalla residenza all'edilizia scolastica, dai teatri all'architettura funeraria. Con le commessa per la fabbrica Cedis a Palermo (1954), seguita dagli incarichi per le officine Necchi a Pavia (1961) e per gli stabilimenti Olivetti a Buenos Aires (1961) e a San Paolo del Brasile (1961), Zanuso avvia una ricerca sul tema delle fabbriche, e in particolare su argomenti come struttura, modularità e prefabbricazione, soggetti a successivi momenti di revisione, se non di sintesi costruttiva, nello stabilimento Brionvega a Casella d'Asolo (1967), nelle fabbriche Olivetti di Scarmagno, Crema e Marcianise (1972, con Eduardo Vittoria) e nel complesso IBM a Santa Palomba (1984).
Fino al 1963 ha collaborato con Cini Boeri nel campo dell'architettura di interni.
A partire dai primi anni sessanta Zanuso intraprende la carriera universitaria presso il Politecnico di Milano: dopo essere stato per diversi anni libero docente di Progettazione artistica per l'industria, nel 1965 ottiene l'incarico di Scenografia e tra il 1969 e il 1972 quello di Tecnologia dell'architettura, ricoprendo in quegli stessi anni anche la carica di direttore dell'Istituto di Tecnologia; dal 1979 l'attività didattica si concentra esclusivamente sull'insegnamento dell'industrial design, prima come docente del corso di Trattazione morfologica dei materiali e poi con quello di Disegno industriale, sino alla collocazione fuori ruolo a partire dal 1986.
Nel 1984, su designazione dell'Accademia di San Luca, gli viene conferito il Premio per l'Architettura del Presidente della Repubblica. Nel 1985 riceve il Compasso d'Oro alla carriera e nel 1999 la laurea honoris causa in Disegno industriale al Politecnico di Milano. Molti dei suoi oggetti sono ospitati nelle principali collezioni di design del mondo.
È morto nel 2001 nella sua casa di Piazza Castello a Milano.

## Riconoscimenti

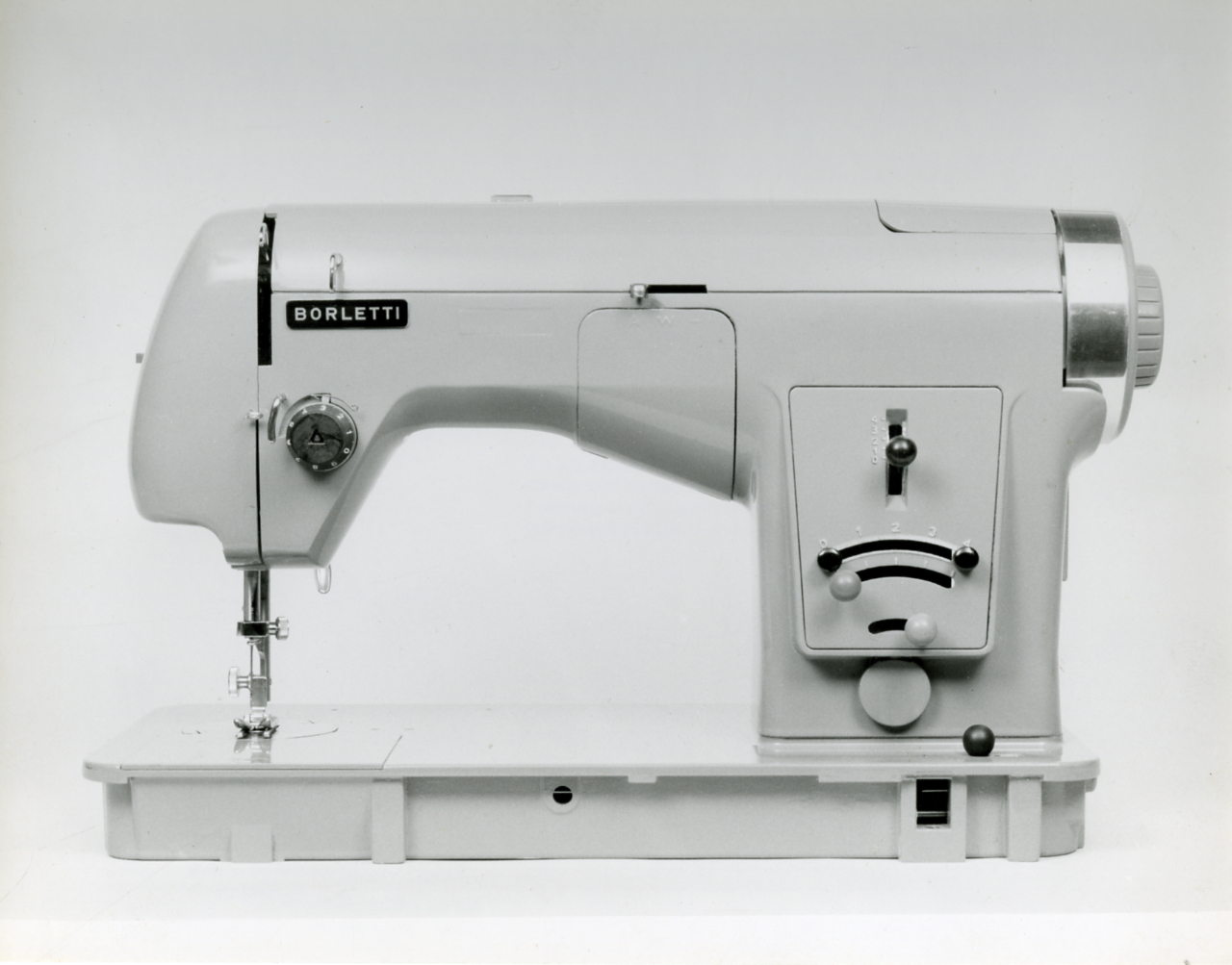
Macchina per cucire superautomatica modello 1102 (Fratelli Borletti). Foto di Paolo Monti, 1956

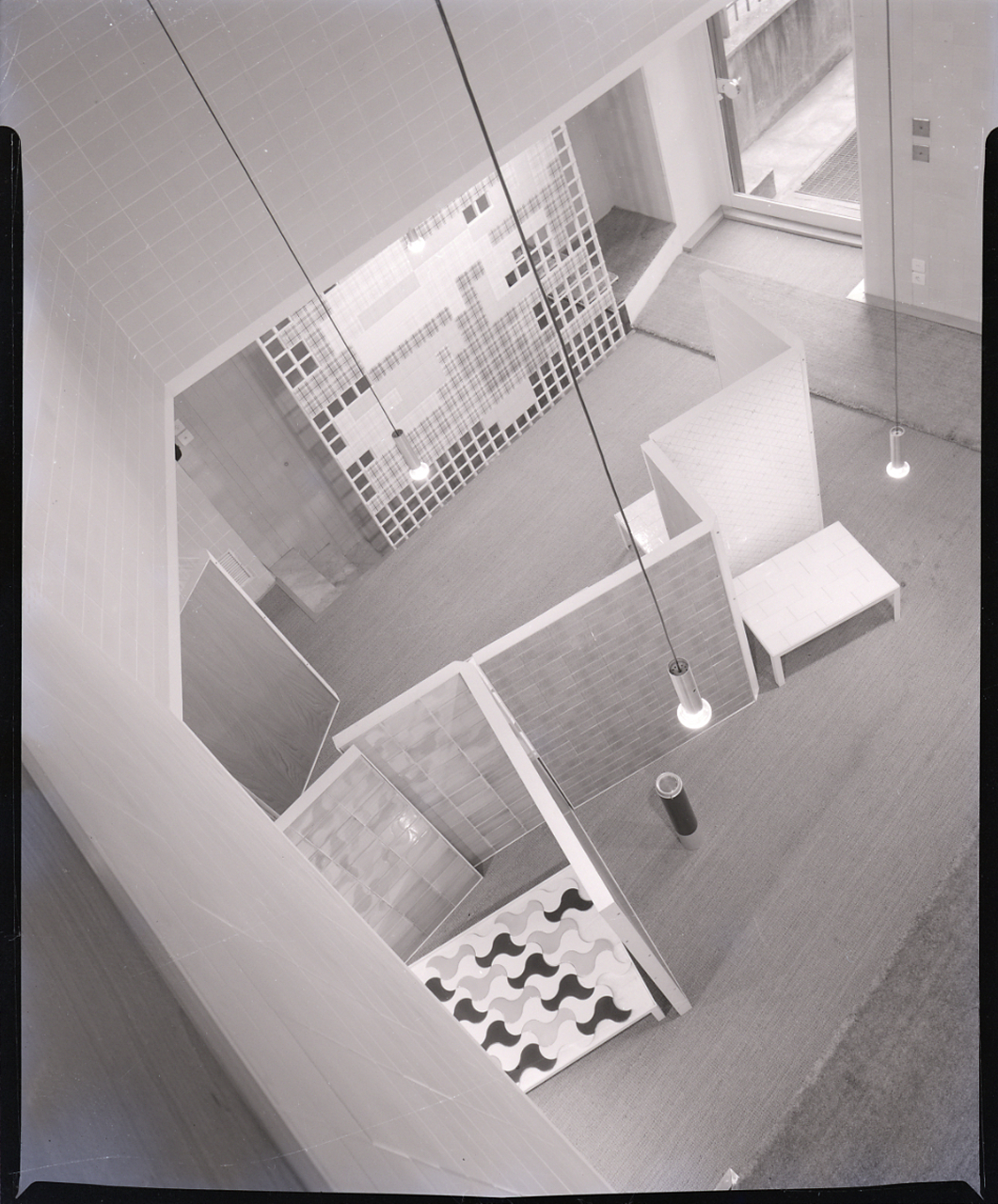
Allestimento di negozio in una foto di Paolo Monti, 1957. Fondazione BEIC

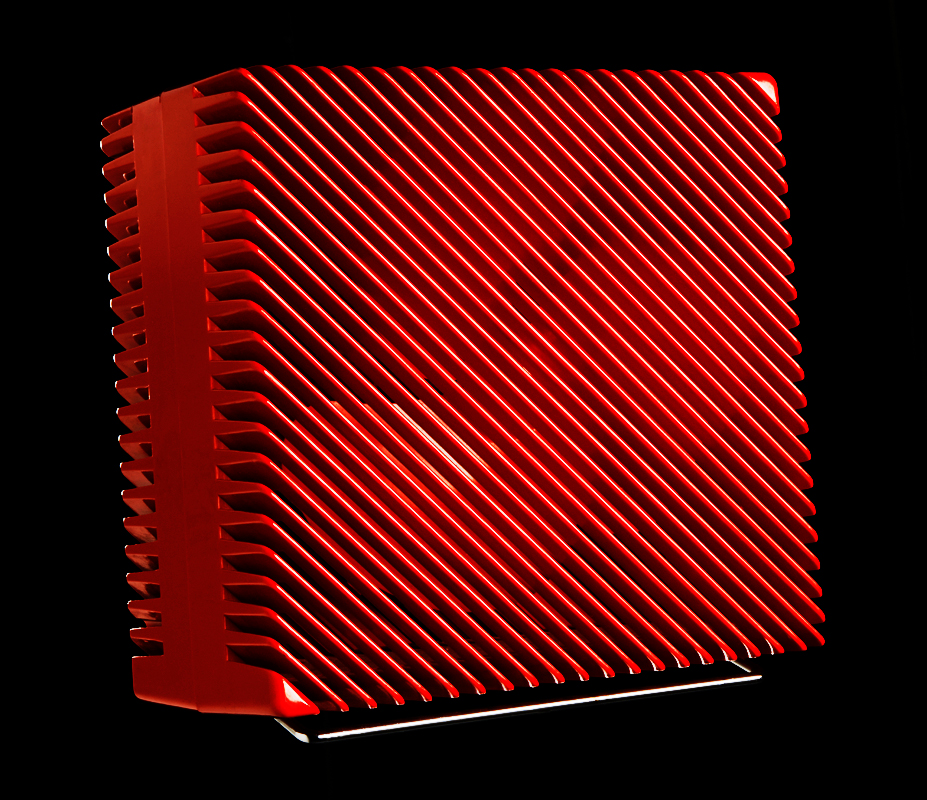
Ariante Fan Vortice di Marco Zanuso

- 1947 Medaglia d'oro alla VIII Triennale di Milano
- 1951 Gran premio alla IX Triennale di Milano per la sedia Lady
- 1954 Gran premio alla X Triennale di Milano
- 1954 Medaglia d'oro alla X Triennale di Milano
- 1956 Premio Compasso d'oro per la macchina per cucire superautomatica MOD. 1102 (Fratelli Borletti)
- 1957 Medaglia d'oro alla XI Triennale di Milano
- 1962 Premio Compasso d'oro per il televisore DONEY con Richard Sapper (Brionvega)
- 1964 Premio Compasso d'oro per le seggioline K 1340 con Richard Sapper (Kartell)
- 1966 medaglia d'oro alla Biennale di Industrial Design di Lubiana
- 1966 medaglia d'oro del Ministero dell'Industria
- 1967 Premio Compasso d'oro per l'apparecchio telefonico GRILLO con Richard Sapper (Siemens)
- 1964 Gran premio alla XIII Triennale di Milano
- 1979 Premio Compasso d'Oro per CONTROSOFFITTO per spazi aperti (Karl Steiner)
- 1979 Premio Compasso d'Oro per il ventilatore Ariante (Vortice Elettrosociali)
- 1984 Foreign Honor Academician dell'Accademia messicana del disegno di Città del Messico
- 1985 Premio Compasso d'Oro alla carriera

## Opere

### Industrial design

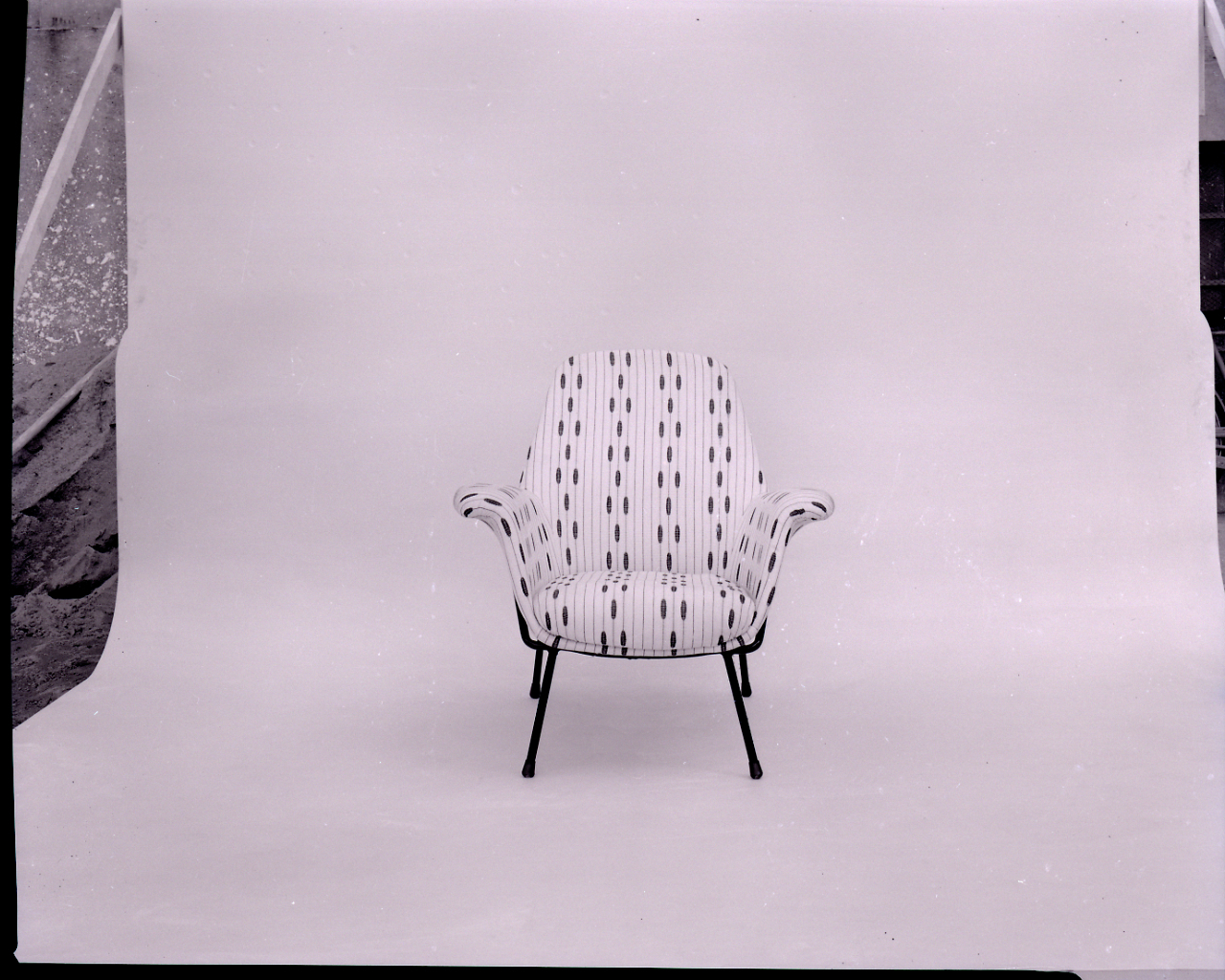
Poltrona Martingala (Arflex). Foto di Paolo Monti, 1975.

- 1948 poltrona in tubo metallico (CMA)
- 1948 poltrona in tubo metallico sacca di tela armata in compensato e cuscini in gommapiuma (Nirvana)
- 1951 poltrona per esterni Crociera e sedia da giardino Bridge (Arflex)
- 1951 poltrona Lady (Arflex), nella quale si utilizzano per la prima volta la gommapiuma e nastri elastici prodotti dalla Pirelli[senza fonte];
- 1951 divano IX Triennale (Arflex)
- 1951 poltroncina Week-End (Arflex)
- 1951 branda pieghevole St-Moritz (Arflex)
- 1951 poltrona Senior (Arflex)
- 1952 poltrona Martingala (Arflex), prima poltrona sfoderabile, che utilizza tessuti presi dal settore dell'abbigliamento[senza fonte]
- 1952 divano Tripoltrona (medaglia d'oro della Triennale di Milano)
- 1954 divano Sleep-o-matic(medaglia d'oro della Triennale di Milano)
- 1955 piastrella SZi (Cedit)
- 1956 macchina da cucire (Borletti)
- 1956 frigoriferi e cucina (Homelight)
- 1957 macinacaffè Carosello (Subalpina)
- 1958 poltrona Milord (Arflex)
- 1959 frigorifero (Homelight)
- 1959 progetto di separatore d'olio (SIMA)
- 1960 sedia Lambda, con Richard Sapper (Gavina)
- 1960 XII Triennale di Milano: sedia sperimentale in lamiera stampata (Gavina)
- 1960 banco di scuola, con Richard Sapper (Palini)
- 1960 poltrona Regent (Arflex)
- 1960 televisore Antares, con Richard Sapper (Brionvega)
- 1960 posate (Concorso Reed and Burton)
- 1961 televisore Yades, con Richard Sapper (Brionvega)
- 1961 poltrona in giunco Martingala (Bonacina)
- 1962 televisore Doney (Brionvega), primo televisore portatile in Europa, con Richard Sapper
- 1962 poltrona Square (Techniform)
- 1962 radio Cubo ts522, con Richard Sapper (Brionvega)
- 1963 tavolino e lampada da tavolo (Techniform)
- 1963 lampada a piede KD58 (Kartell)
- 1963 progetto di carrozzeria per Alfa Romeo, con Richard Sapper
- 1964 filodiffusore (Siemens)
- 1964 televisore Ariel (Brionvega)
- 1964 Attaccabottoni (Necchi), con Richard Sapper
- 1964 libreria Cambridge (Techniform)
- 1964 poltrona Baronet (Arflex)
- 1964 giradischi a transistor (Brionvega)
- 1964 registratore, con Richard Sapper (Brionvega)
- 1964 televisore Algol, con Richard Sapper (Brionvega)
- 1964 poltrone Woodline e Fourline (Arflex)
- 1964 sedia per bambini K4999, con Richard Sapper (Kartell)
- 1964 televisore Sirius (Brionvega), con Richard Sapper
- 1965 macchina del caffè da bar Z8 (Rancilio)
- 1965 radio TS 502, con Richard Sapper (Brionvega)
- 1966 televisore Algol II, con Richard Sapper (Brionvega)
- 1966 affilacoltelli, con Richard Sapper (Necchi)
- 1966 poltrona, divano e tavolino serie Springtime (Arflex)
- 1966 Cucina E5 (Elam)
- 1966 telefono Grillo, con Richard Sapper (Siemens)
- 1967 sistema modulare Lombrico (C e B)
- 1967 televisori Alcione e Doney 12, con Richard Sapper (Brionvega)
- 1967 poltrona e divano serie Living (Arflex)
- 1968 piastrelle in ceramica (Cedit)
- 1968 bilancia pesapersone (Terraillon)
- 1968 televisore a colori 25 (Brionvega)
- 1969 televisione Black (Brionvega), con Richard Sapper
- 1969 serie direzionale Epoca (Arflex)
- 1969 lampada a fluorescenza Fungo (Lumenforum)
- 1969 progetto mobili per bambini (Tagliabue)
- 1969 contenitori e attrezzature per parete E6 (Elam)
- 1969 televisore a colori 24 (Brionvega)
- 1970 mangianastri RM305, con Richard Sapper (Brionvega)
- 1970 scrivanie per ufficio Cartesio (MiM)
- 1970 cassaforte Sfinge (Parma)
- 1970 seggiolina sovrapponibile e accostabile Miniscat (Elam)
- 1970 bilancia da cucina BA2000 (Teraillon)
- 1970 pesa lettere BA4000 (Teraillon)
- 1970 tavolo Marcuso (Zanotta)
- 1970 stilografica Hastil, con Richard Sapper (Aurora)
- 1971 lampada Zanuso 275 (Oluce)
- 1973 Ariante (Vortice) selezionato per il Premio Compasso d'oro 1979
- 1974 accendisigari Saffa 5
- 1974 sedia SD57 (FabbricaPoggi)
- 1974 tavolo TL58 (FabbricaPoggi)
- 1974 macchina del caffè da bar Z9 (Rancilio)
- 1979 caffettiera "Carmencita" (Lavazza)
- 1982 libreria LB72 (FabbricaPoggi)
- 1985 maniglia Due Z per (Fusital)
- 1989 televisore Algol, con Richard Sapper (Brionvega), ridisegnato
- 1995 servizio di posate Duna (Alessi)

### Architettura e allestimenti

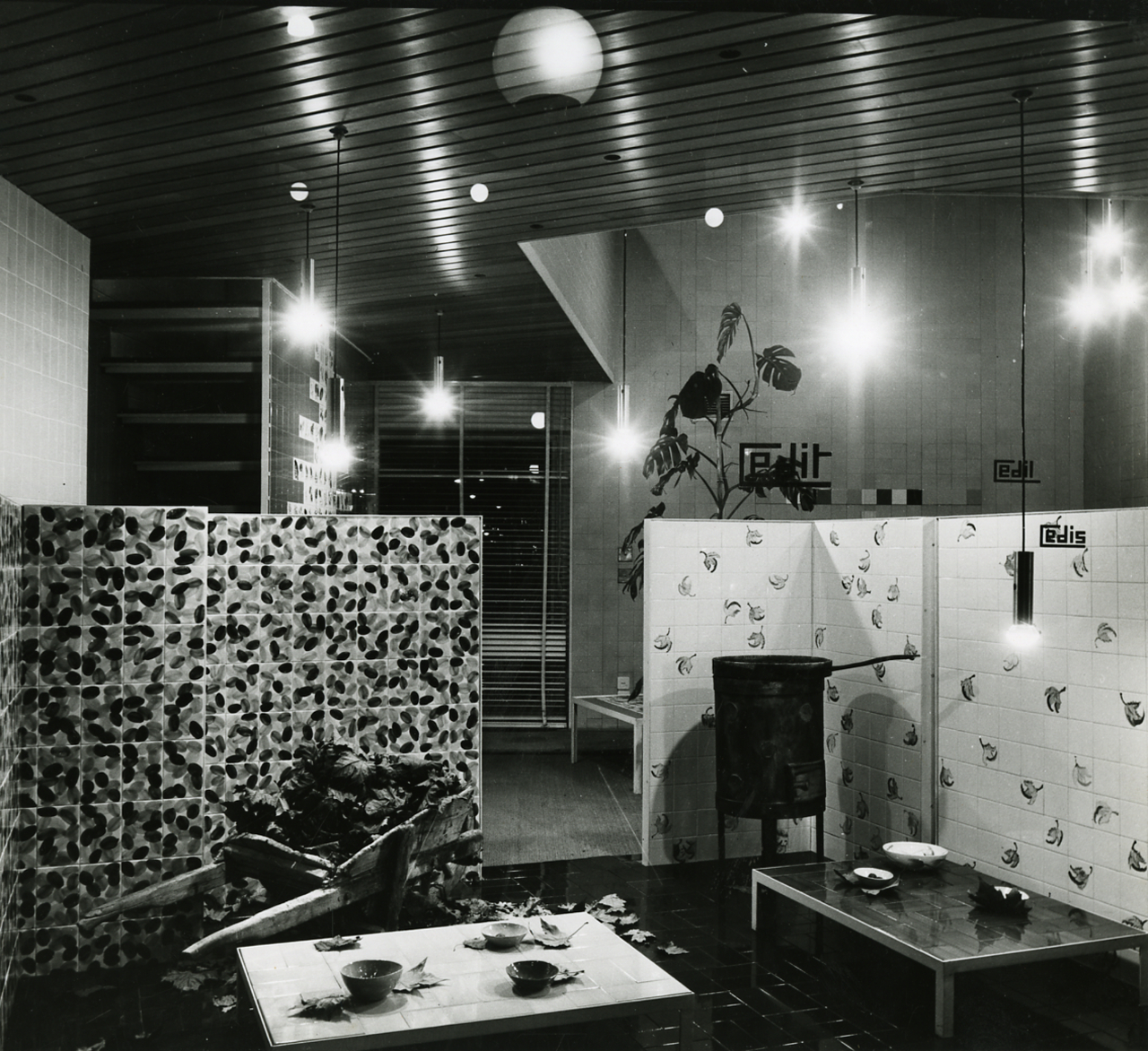
Negozio Cedit, Milano, 1957. Foto di Paolo Monti.

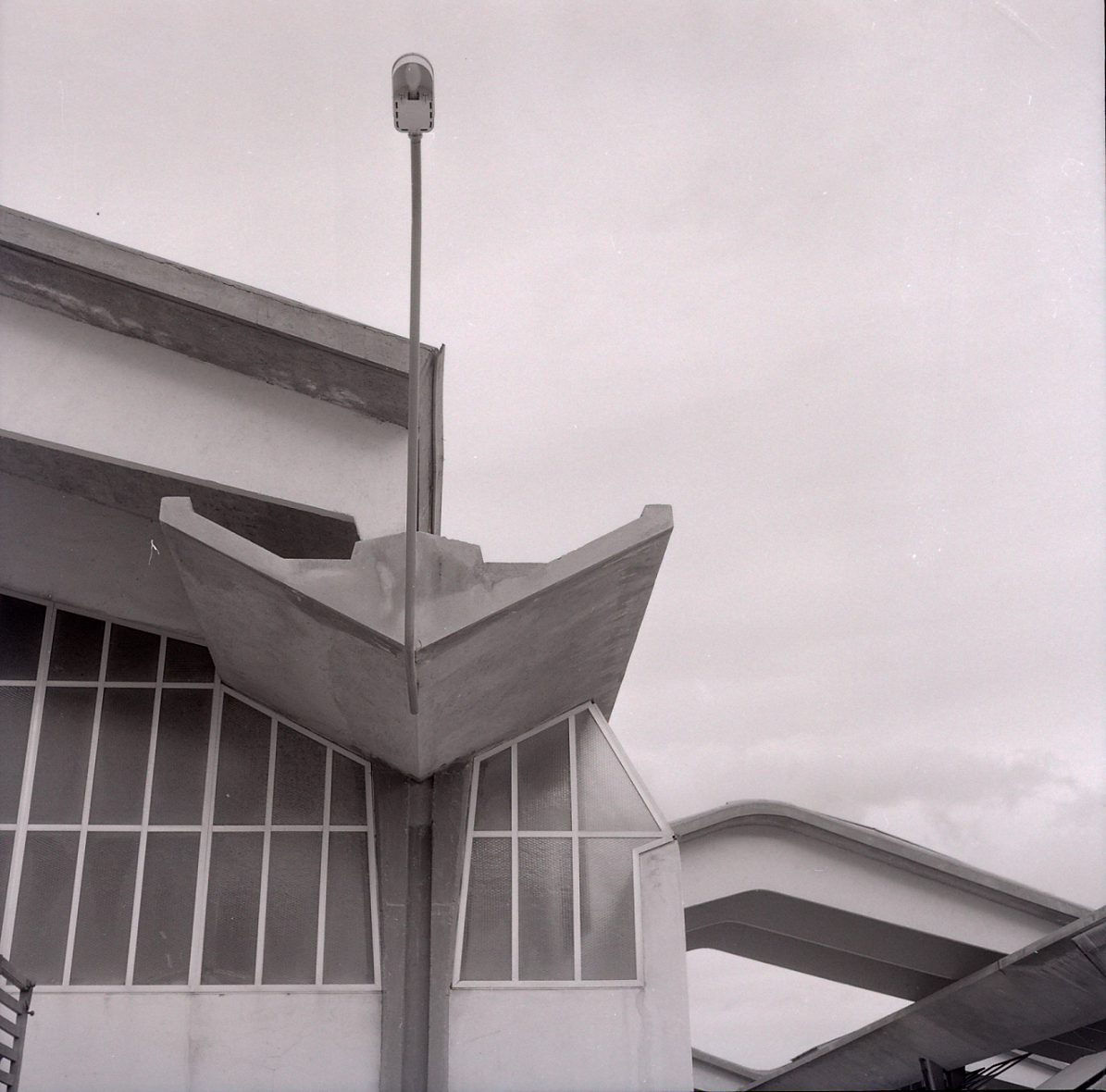
Fabbrica ceramiche CEDIS, Palermo. Foto di Paolo Monti.

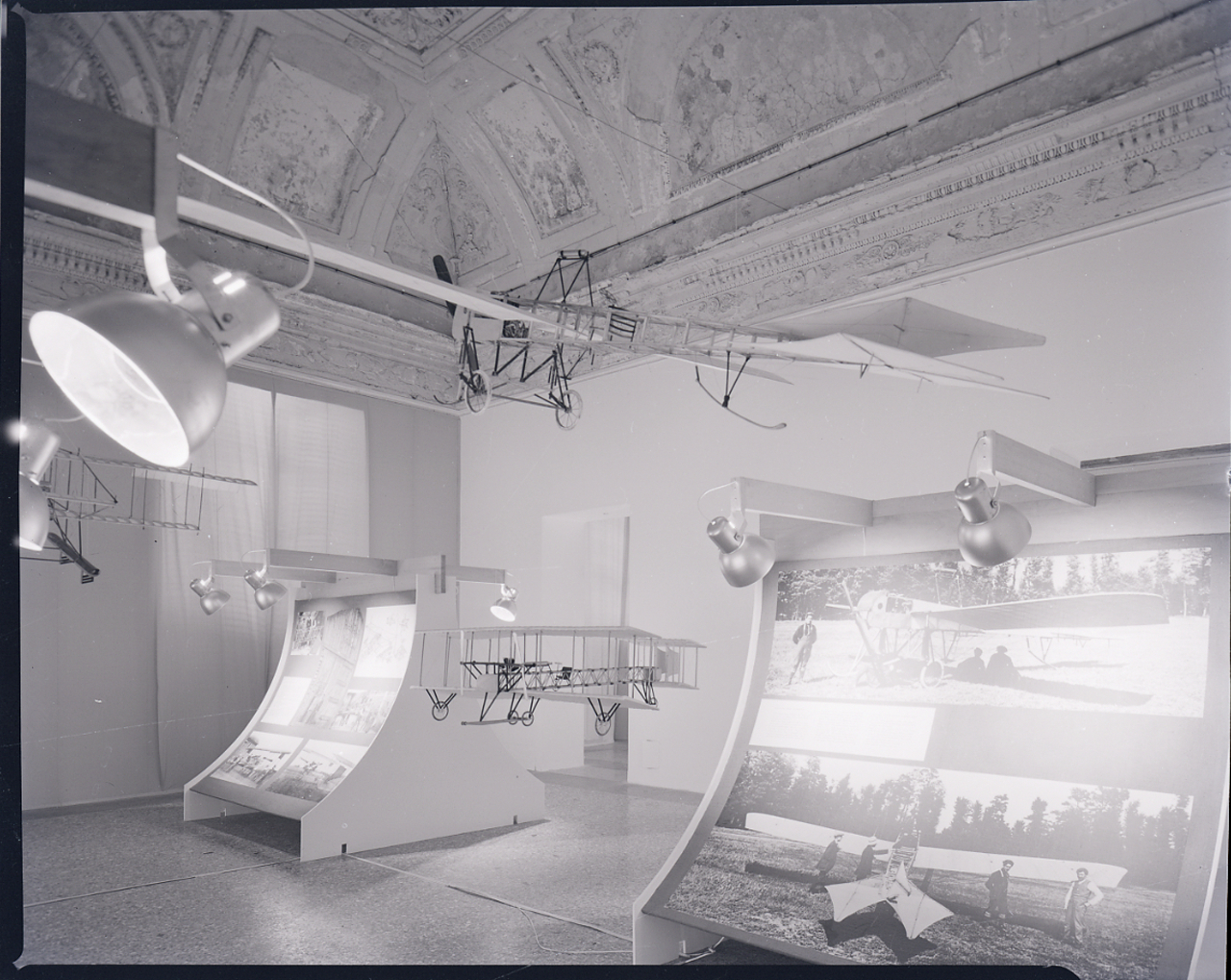
Mostra dei pionieri dell'aviazione civile, Palazzo Reale, Milano. Foto di Paolo Monti, 1960.

- 1948 VIII Triennale di Milano: ordinamento e allestimento Mostra dell'abitazione
- 1948 Palazzo per uffici a Milano
- 1952 Allestimento Negozio Arteluce a Milano
- 1954 Fabbrica ceramiche CEDIS Palermo
- 1955 sedi Olivetti a Buenos Aires e San Paolo del Brasile
- 1955 Allestimento Mostra del design italiano a Londra
- 1957 XI Triennale di Milano: ordinamento Mostra Industrial Design
- 1957 Sistemazione e arredamento Negozio Cedit a Milano
- 1958 Allestimento Mostra di stampe a Brera a Milano
- 1959 Allestimento stand Pirelli nella Mostra del ciclo e motociclo
- 1960 Progetto di casa prefabbricata (FEAL)
- 1960 Allestimento Mostra dei pionieri dell'aviazione civile a Milano
- 1960 Allestimento Mostra dell'Eni a Italia '61 a Torino
- 1960 Casa in via Laveno a Milano
- 1960 Casa in via XX Settembre a Milano
- 1962 Allestimento Mostra della macchina da cucire a Milano
- 1963 Allestimento Mostra Galilei a Milano
- 1964 casa per vacanze Arzale, nella baia di Arzachena
- 1965 Allestimento di un ambiente "soggiorno unifamiliare" alla mostra La casa abitata di Firenze
- 1966 Complesso a Casella (Asolo)
- 1967 Parcheggio a Milano
- 1967 Mostra personale Disegno industriale a Spoleto
- 1968 allestimenti Zoppas all'Eurodomus di Torino, alla Fiera Campionaria e all'Esposizione elettrodomestici di Milano
- 1968 Palazzo per uffici a Scarmagno
- 1970 Villa Reggiani a Jesi
- 1970 Allestimento Stand Brionvega alla Mostra internazionale Radiotelevisione (Milano)
- 1970 Allestimento Stand Elam al Salone del mobile (Milano)
- 1971 Collegio di Milano
- 1971 Unità di emergenza con Richard Sapper
- 1972 giardino del Paese dei Balocchi a Collodi
- 1972 palazzo dei congressi a Grado
- 1974 sede IBM a Milano
- 1982 stabilimento IBM a Roma
- 1990 sala congressi Fiera di Vicenza
- 1998 nuova sede, con l'architetto Pietro Crescini Piccolo teatro di Milano
- 1992 venne revocato incarico come direttore dei lavori nel novembre a causa dei ritardi e come direttore artistico rimosso nel dicembre Piccolo teatro
- 1999 nuovo Teatro Comunale di Bolzano con l'architetto Pietro Crescini

## Nelle collezioni dei musei
- Sedia Lambda al Museum of Modern Art di New York
- Sedia 4999 al Museum of Modern Art di New York
- Telefono Grillo al Museum of Modern Art di New York
- Televisione Black 201 al Museum of Modern Art di New York
- Ariante al Museum of Modern Art di New York
- Penna stilografica Aurora Hastil e penna a sfera Aurora Thesi al Museum of Modern Art di New York

## Archivio
Il fondo Marco Zanuso  è conservato presso l'Archivio del Moderno, Mendrisio (Svizzera). Donato dallo stesso Marco Zanuso nel 2000, l'archivio è pervenuto all'Archivio del Moderno in buono stato di conservazione, pur avendo perduto la maggior parte degli elaborati grafici prodotti durante i primi trent'anni di attività, oggetto di una massiccia operazione di scarto nella seconda metà degli anni settanta. La microfilmatura di molte tavole di progetto dal 1944 al 1975 ha tuttavia colmato le lacune derivanti dalla dispersione di tali materiali.